# Киянченко Георгій Васильович
Георгій (Юрій) Васильович Кия́нченко (25 травня 1911, Обухів — 19 червня 1989, Київ) — український радянський художник; член Спілки радянських художників України з 1950 року. Чоловік художниці Надії Компанієць-Киянченко, батько художника Дмитра Киянченка.

## Біографія
Народився 12 [25] травня 1911 року у містечку Обухові Київської губернії Російської імперії (нині місто Київської області, Україна). Упродовж 1930—1932 років навчався у Київській індустріальній профшколі; у 1932—1939 роках — у Київському художньому інституті, де його викладачами були Карпо Трохименко, Павло Волокидін, Олексій Шовкуненко, Федір Кричевський, Михайло Шаронов, Костянтин Єлева, Софія Налепинська-Бойчук. Дипломна робота — картина «Володимир Ленін у камері попереднього ув'язнення» (керівник Олексій Шовкуненко).
У 1939—1941 роках викладав у Київській художній середній школі імені Тараса Шевченка та з кінця 1940-х років — у художній студії Київського товариства художників. Співпрацював із видавництвами Академії наук УРСР, «Мистецтво». З початком німецько-радянської війни, у жовтні 1941 року, мобілізований до Червоної армії. Через два місяці потрапив в оточення і був узятий у полон. Перебував у концентраційному таборі «Хорольська яма» під Полтавою. У 1942 році стараннями дружини був визволений і до кінця війни мешкав у різних місцях окупованої України і Європи.
У грудні 1945 року повернувся до Києва. Працював у майстерні Київського товариства художників, вів художню студію. У 1954 році від Спілки художників України разом з дружиною отримав майстерню на території Києво-Печерської лаври. У 1971—1972 роках знову викладав у Київській художній середній школі імені Тараса Шевченка. Мешкав у Києві в будинку на вулиці Редутній, № 30/5, квартира № 4. Помер у Києві 19 червня 1989 року.

## Творчість
Працював у галузях станкового живопису (створював історичні картини, портрети, пейзажі, натюрморти) та плаката. Серед творів:
плакати
- «Смерть фашизму» (1941);
- «Кривавий безумець» (1941);
- «Фашизм буде розбитий» (1941);

живопис
- «Літній день»/«На сінокосі» (1947, Одеський національний художній музей)
- «Розгром німців під Корсунь-Шевченківським» (1947; Музей історії Корсунь-Шевченківської битви);
- «Парад Перемоги у Москві» (1948);
- «Трипільська трагедія» (1949, Харківський художній музей);
- «Лівий берег Дніпра» (1949);
- «Тарас Шевченко на засланні на Аральському морі» (1949, Шевченківський національний заповідник);
- «Шевченко серед робітників Городищенського цукрового заводу» (1959; Шевченківський національний заповідник),
- «Квітнуть яблуні над Дніпром» (1950);
- «Володимир Ленін у Розливі» (1950, Харківський художній музей);
- «Тарас Бульба» (1951, Дніпровський художній музей);
- «Смерть Андрія» (1951);
- «Труханів острів» (1951);
- «Чоловік» (1952);
- «Повінь на Дніпрі» (1957);
- «Портрет Героя Соціалістичної Праці Л. Р. Компанійця» (1957);
- «Весна» (1959);
- «Григорій Котовський» (1960);
- «Шевченко-солдат» (1961, Вінницький обласний художній музей);
- «Дніпро та соняшники» (1962);
- «Маки» (1963);
- «Ти на панщині, а я в неволі» (1963—1964, Національний музей Тараса Шевченка);
- «Зустріч Тараса Шевченка з сестрою Яриною» (1963—1964);
- «Тарас Шевченко у дяка в науці» (1964);
- «Чорне море» (1965);
- «Напередодні Жовтня» (1967);
- «Дніпро» (1969);
- «Володимир Ленін у Горках»/«Весна»  (1969—1970);
- «Розлив» (1971);
- «Портрет учасника Жовтневої революції робітника Купріянова» (1972);
- «Портрет Героя Радянського Союзу льотчика Миколи Киянченка» (1974);
- «Козаки в степу» (1975);
- «Портрет генерал-майора С. Галицького» (1975);
- «Портрет партизанки О. Ф. Ковалевської» (1976-1977);
- «Академік Валентин Глушко» (1977);
- «Автопортрет» (1979);
- «Портрет командира бригади Є. Волянського» (1980);
- «І. Захарчук» (1984);

серії
- «Полковники» (1972—1979);
- «Ветерани Великої Вітчизняної війни» (1979—1987).

Брав участь у виставках з 1939 року, республіканських — з 1947 року, всесоюзних — з 1948 року. Персональні посмертні виставки відбулися у Києві у 1993, 1999, 2008 роках.
Крім вище згаданих музеїв твори художника зберігаються в Національному художньому музеї України, Національному музеї українського народного декоративного мистецтва, Національному музеї у Львові, Запорізькому і Полтавському художніх музеях, Чернівецькому краєзнавчому музеї, приватних колекціях Польщі, Чехії, Франції, Англії, США.

## У мистецтві
Портрети художника виконали:
- скульптор Кирило Діденко (гіпс, 1969);
- художниця Надія Компанієць-Киянченко  (олія, 1976).